# Vyšný Kručov
Vyšný Kručov (in ungherese Krucsó, in tedesco Oberkrausenhau, in ruteno Rus'kyj Kručiv) è un comune della Slovacchia facente parte del distretto di Bardejov, nella regione di Prešov.

## Storia
Il villaggio compare in documenti antichi per la prima volta nel 1391. All'epoca apparteneva ai feudatari Cudar, dai quali poi passò ai Rozgonyi e quindi alla signoria di Čičava. Nel 1414 entrò a far parte dei possedimenti della rocca di Makovica. Nel XIX secolo passò ai nobili Dessewffy.